# Haas F1 Team
 MoneyGram Haas F1 Team, o simplement Haas, és un equip de carreres estadounidenc de Fórmula 1 creat per Gene Haas, copropietari de l'equip Stewart-Haas Racing de la NASCAR Cup Sèries i que va ser fundat i aprovada la seva entrada per la comissió de la FIA i Bernie Ecclestone en el mes d'abril de 2014. L'equip debutà en l'inici de la temporada 2016.
Haas Racing Developments té la seu en Kannapolis, Carolina del Nord, al costat de les instal·lacions de l'equip filial de la Copa Sprint de NASCAR, el Stewart-Haas Racing, però els dos equips seran tractats com a entitats diferents.
Aquest equip és el primer constructor nord-americà que entra en la F1 des del fallit projecte del USF1 de 2010 i el primer equip nord-americà que competeix després de la fi de la relació Haas Lola (temporades 1985 i 1986). Amb anterioritat, en la dècada els anys 70, van competir en la F1 Shadow Racing Cars i Penske Racing.

## Història
Haas utilitza un xassís dissenyat i construït pel fabricant italià Dallara i aquest serà propulsat per motors Ferrari. L'ex director tècnic de Jaguar i Red Bull Racing Guenther Steiner és el director de l'equip.
El 29 de setembre del 2015, s'anuncia la contractació de Romain Grosjean com primer pilot, mentre que el 30 d'octubre del 2015, Esteban Gutiérrez és presentat com el segon pilot de l'equip, després del seu pas com pilot reserva de la escudería Ferrari per la temporada 2015 de Fórmula 1.
Durant la temporada 2021 l'empressa russa Uralkali era el patrocinador de l'equip, que utilitzaba el nom Uralkali Haas F1 Team. Després de la invasió russa a Ucraïna l'equip va anunciar un retorn al nom principal.

## Resultats
| Any  | Nom                      | Cotxe | Motor                    | Pneumátics | Combustible | No. | Conductors                                        | Punts   | WCC     |
| ---- | ------------------------ | ----- | ------------------------ | ---------- | ----------- | --- | ------------------------------------------------- | ------- | ------- |
| 2016 | Haas F1 Team             | VF-16 | Ferrari 061 1.6 V6 t     | P          |             |     | Romain Grosjean Esteban Gutiérrez                 | 29      | 8       |
| 2017 | Haas F1 Team             | VF-17 | Ferrari 062 1.6 V6 t     | P          | Shell       |     | Romain Grosjean Kevin Magnussen                   | 47      | 8       |
| 2018 | Haas F1 Team             | VF-18 | Ferrari 062 EVO 1.6 V6 t | P          | Shell       |     | Romain Grosjean Kevin Magnussen                   | 93      | 5       |
| 2019 | Rich Energy Haas F1 Team | VF-19 | Ferrari 064 1.6 V6 t     | P          | Shell       |     | Romain Grosjean Kevin Magnussen                   | 28      | 9       |
| 2020 | Haas F1 Team             | VF-20 | Ferrari 065 1.6 V6 t     | P          | Shell       |     | Romain Grosjean Kevin Magnussen Pietro Fittipaldi | 3       | 9       |
| 2021 | Uralkali Haas F1 Team    | VF-21 | Ferrari 065 1.6 V6 t     | P          | Shell       |     | Mick Schumacher Nikita Mazepin                    | 0       | 10      |
| 2022 | Haas F1 Team             | VF-22 | Ferrari 066/7 1.6 V6 t   | P          | Shell       |     | Mick Schumacher Kevin Magnussen                   | 37      | 8è      |
| 2023 | MoneyGram Haas F1 Team   | VF-23 | Ferrari 1.6 V6 t         | P          | Shell       |     | Nico Hülkenberg Kevin Magnussen                   | 12      | 10      |
| 2024 | MoneyGram Haas F1 Team   | VF-24 | Ferrari 1.6 V6 t         | P          | Shell       |     | Nico Hülkenberg Kevin Magnussen                   | 58      | 7       |
| 2025 | MoneyGram Haas F1 Team   | VF-25 | Ferrari 1.6 V6 t         | P          | Shell       |     | Esteban Ocon Oliver Bearman                       | En curs | En curs |